# 小山田容子
小山田 容子（おやまだ ようこ）は、日本の漫画家。女性。静岡県出身。天秤座。血液型はB型。1993年、講談社のmini&Kiss新人まんが賞でデビュー。十数年間の金融機関勤務経験があり、OLと漫画家の二足のわらじを履いていた時期もあった。2019年より『Eleganceイブ』（秋田書店）にて、『加賀谷次長、狙われてます!』を連載している。

## 作品リスト

### 連載
- ワーキングピュア（講談社『One more Kiss』2005年9月号 - 2007年11月号、『Kiss』2007年No.8 - 2011年No.16） - オムニバス形式のシリーズ連載 ※不定期連載
- ちっちゃな頃からおばちゃんで（講談社『Kiss』2011年No.13[3] - 2013年7月号） - 『ワーキングピュア』の里谷淳子を主人公としたスピンオフ作品[3]
- 加賀谷次長、狙われてます!（秋田書店『Eleganceイブ』2019年9月号[2] - ）※隔月連載

### 読み切り・その他
- 29回目の夏（『One more Kiss』2004年9月号）
- 冬空にスキップ（『One more Kiss』2006年3月号）
- DKとあしながおにいさん（『Eleganceイブ』2019年6月号）

### 書籍
- 『マネー・ストリッパー』講談社〈講談社コミックスキス〉、1999年1月発行、全1巻、ISBN 4-06-325811-4
  - 花井愛子原作の『マネー・ストリッパー』のコミカライズ。
- 『ワーキングピュア』講談社〈講談社コミックスキス〉、2007年 - 2011年、全5巻
  1. 2007年10月12日発行、ISBN 978-4-06-340672-6
  2. 2008年8月11日発行、ISBN 978-4-06-340715-0（※「29回目の夏」を収録）
  3. 2010年7月13日発行、ISBN 978-4-06-340807-2（※「冬空にスキップ」を収録）
  4. 2011年1月13日発行、ISBN 978-4-06-340831-7
  5. 2011年10月13日発行、ISBN 978-4-06-340858-4
- 『ちっちゃな頃からおばちゃんで』講談社〈KCデラックス〉、2011年 - 2013年、全4巻
  1. 2012年7月13日発売[4]、ISBN 978-4-06-340879-9
  2. 2012年10月12日発売[5]、ISBN 978-4-06-376709-4
  3. 2013年2月13日発売[6]、ISBN 978-4-06-376780-3
  4. 2013年8月12日発売[7]、ISBN 978-4-06-376874-9
- 『加賀谷次長、狙われてます!』秋田書店〈A.L.C.・DX〉、2019年 - 、既刊5巻
  1. 2020年4月16日発売[8][9]、ISBN 978-4-253-16028-5（※「DKとあしながおにいさん」を収録）
  2. 2020年11月16日発売[10]、ISBN 978-4-253-16029-2
  3. 2021年7月15日発売[11]、ISBN 978-4-253-16030-8
  4. 2022年3月16日発売[12]、ISBN 978-4-253-16030-8
  5. 2022年11月16日発売[13]、ISBN 978-4-253-16032-2

### アンソロジー
- 『女の問題提起 結婚トラブル編』講談社〈KCデラックス〉、2004年2月13日発行、全1巻、ISBN 4-06-334839-3
  - 有間由美子、成瀬涼子、望月玲子、若松ひとみ、高橋真貴子との共著。全6話（全6テーマ）中、「絶対きみを離さない」（DV）を担当。